# Mainà caragroc
El mainà caragroc (Mino dumontii) és un ocell de la família dels estúrnids (Sturnidae). És endèmic de l'illa de Papua Nova Guinea. El seus hàbitats són els pantans i els boscos tropicals i subtropicals de frondoses humits de les terres baixes, les sabanes i les plantacions. El seu estat de conservació es considera de risc mínim.

## Hàbitat i distribució
Habita els boscos de Nova Guinea.